# Форт Атток
Форт Атток (урду قلعہ اٹک) був побудований в Атток Хурд під час правління Акбара з 1581 по 1583 роки під наглядом Khawaja Shamsuddin Khawafi для захисту проходу річки Інд. 28 квітня 1758 року Атток був ненадовго захоплений імперією Маратха і став північним кордоном імперії Маратха. Ахмад-шах Дуррані відбив Атток і тимчасово зупинив просування маратх на півночі після Третьої битви при Паніпаті. Він відіграв визначну роль в афгансько-сикхських війнах під час битви при Атоккі.

## Історія
Форт був побудований у 1581 році за наказом імператора Моголів Акбара. Будівництво було завершено за два роки, після чого форт використовували як ключову лінію оборони від афганських загарбників. Форт був захоплений у 1758 році [Manaji paygude], Sabaji Shinde Sidhojiraje Ghatage-Desai-(Deshmukh) і Marathas. Форт був захоплений у 1812 році сикхами, а британці захопили його пізніше. Після поділу Індії армія Пакистану взяла під контроль форт. Він став штабом 7-ї дивізії пакистанської армії. У 1956 році форт був переданий Групі спеціальних служб (SSG), силам спеціальних операцій армії Пака. Сьогодні форт залишається під контролем SSG.

## Місцезнаходження
Він затиснутий між дорогою Пешавар з одного боку та річкою Інд з іншого. Він розташований за 80 км від столиці Ісламабада. Оскільки форт є військовою базою, відвідувачі не допускаються всередину.

## Особливості
Форт складається із 4 брам, а стіна завдовжки 1600 метрів. Брами мають назви: брама Делі, брама Лахора, брама Кабула та брама Морі.
|  |  |